# 포인트 그레이 고등학교
포인트 그레이 고등학교(Point Grey Secondary School)는 밴쿠버, 브리티시컬럼비아주에 있는 밴쿠버 교육청 산하 공립 고등학교이다. 현재 8-12 학년 학생들을 가르치고 있다. 학생수는 1202명이다.

## 역사
개교 날자는 1929년이다. 처음에는 Junior High로 계획되었지만, 1965년에 High School로 개편되었다. Fred Townley와 Matheson이 설계하였다. 2006년에 인조잔디 축구장이 건설되었다. 본관은 고딕 양식으로 설계되었다.

## 학교건물
본관은 3층까지 있다. 1층은 학교식당, 및 요리, 바느질 교실들이 있다. 2층은 교무실, 음악실, 체육관과 소체육관이 있다. 2층에 대부분의 음악, 수학, 컴퓨터, 미술 교실들이 있다. 3층은 프랑스어를 포함한 제2외국어 교실, 영어 교실이 있다. 과학교실은 건물이 따로있다. 그외를 비롯한 목공교실, 드라마교실도 있다.

## 교통
교통은 버스 16,41,R4 Rapid Bus,를 이용할 수 있다.

## 영화 및 드라마에서
- 폭스 TV의 루시퍼 (드라마)에서 한국인 커뮤니티 센터 촬영장소였다.

- 리버데일 (드라마)의 촬영지 중 하나이다.
- 내가 사랑했던 모든 남자들에게 촬영지다.
- 영화 슈퍼배드 (2007년 영화)의 작가들이 포인트 그레이 재학중이었을 때 경험들을 토대로 영화를 만들었다. 세스 로건, 에번 골드버그가 작가였는데, 이학교를 재학하였다.
- Point Grey Pictures 영화사가 이 학교에서 이름을 땄다.

## 저명인사
- 세스 로건
- 에번 골드버그
- 우이판 (크리스 우)